# 地域における一般乗合旅客自動車運送事業及び銀行業に係る基盤的なサービスの提供の維持を図るための私的独占の禁止及び公正取引の確保に関する法律の特例に関する法律
地域における一般乗合旅客自動車運送事業及び銀行業に係る基盤的なサービスの提供の維持を図るための私的独占の禁止及び公正取引の確保に関する法律の特例に関する法律（ちいきにおけるいっぱんのりあいりょかくじどうしゃうんそうじぎょうおよびぎんこうぎょうにかかるきばんてきなサービスのていきょうのいじをはかるためのしてきどくせんのきんしおよびこうせいとりひきのかくほにかんするほうりつのとくれいにかんするほうりつ、令和2年5月27日法律第32号）は、特定地域基盤企業の合併その他の行為に関する日本の法律で、私的独占の禁止及び公正取引の確保に関する法律に対する特別法である。
2020年11月27日に施行された。

## 目的
地域において、人口の減少等により地域一般乗合旅客自動車運送事業者および地域銀行が持続的にサービスを提供することが困難な状況にある一方で、当該サービスが国民生活および経済活動の基盤となるものであって、他の事業者による代替が困難な状況にあることに鑑み、特定地域基盤企業の合併その他の行為について私的独占の禁止及び公正取引の確保に関する法律（独占禁止法）の特例を定め、特定地域基盤企業の経営力の強化、生産性の向上等を通じて、将来にわたって当該サービスの提供の維持を図ることにより、地域経済の活性化および地域住民の生活の向上を図り、もって一般消費者の利益を確保するとともに、国民経済の健全な発展に資すること。

## 用語
基盤的サービス　
1. 道路運送法による一般乗合旅客自動車運送事業者が提供する運送サービス
2. 銀行法その他の法律の規定により銀行が提供するサービスのうち、地域における国民生活および経済活動の基盤となるものとして主務省令で定めるもの

公共交通事業者　
1. 鉄道事業法による鉄道事業者（旅客の運送を行うものに限る）
2. 軌道法による軌道経営者（旅客の運送を行うものに限る）
3. 道路運送法による一般乗用旅客自動車運送事業者
4. 海上運送法第二条第五項に規定する一般旅客定期航路事業（本邦の港と本邦以外の地域の港との間または本邦以外の地域の各港間に航路を定めて行うものを除く）、同法第十九条の六の二に規定する人の運送をする貨物定期航路事業（本邦の港と本邦以外の地域の港との間または本邦以外の地域の各港間に航路を定めて行うものを除く）および同法第二十条第二項に規定する人の運送をする不定期航路事業（乗合旅客の運送をするものに限り、本邦の港と本邦以外の地域の港との間または本邦以外の地域の各港間におけるものを除く）を営む者

地域銀行　
1. 主として対面により基盤的サービスを提供している銀行（全国の区域の全部または大部分において自らが提供している同号ロの基盤的サービスの全部または大部分を提供していると認められる者を除く。）として主務省令で定める者をいう。
  1. 主務省令で定める者は、金融庁長官が指定する者[3]と規定され、具体的には、地方銀行、第二地方銀行および埼玉りそな銀行と指定されている[4]。

## 合併等の認可等
- 主務大臣（乗合バス：国土交通大臣、地域銀行：内閣総理大臣）の認可を受けて行う特定地域基盤企業（乗合バス・地域銀行）・親会社の合併等には独占禁止法を適用しない
- 申請者による基盤的サービス維持計画の提出、主務大臣の認可基準、公正取引委員会との協議
- 主務大臣による事後的な適合命令（公正取引委員会からの措置請求が可能）

## 共同経営（カルテル）の認可等
- 国土交通大臣の認可を受けて行う乗合バス等の共同経営には独占禁止法を適用しない
- 申請者による共同経営計画の提出、法定協議会への意見聴取、国土交通大臣の認可基準、公正取引委員会との協議
- 国土交通大臣による事後的な適合命令（公正取引委員会からの措置請求が可能）

## 認可を受けた共同経営計画

### 乗り合いバス
一覧は下記。
1. 熊本地域乗合バス事業共同経営計画
2. 岡山駅・大東間共同経営計画
3. 前橋市内乗合バス事業共同経営計画
4. 徳島県南部における共同経営計画（詳細）
5. 長崎市域乗合バス事業共同経営計画
6. 広島市中心部における均一運賃の設定に係る共同経営計画
7. 岩手県県央部・沿岸部間における共同経営計画（詳細）

## 基盤的サービス維持計画

### 地域銀行
2022年3月、青森銀行とみちのく銀行の合併を盛り込んだ基盤的サービス維持計画が金融庁に認可され、2025年1月に合併後の新行として青森みちのく銀行が誕生した。